# 406
406 (CDVI) var ett normalår som började en måndag i den julianska kalendern.

## Händelser

### December
- 31 december – Germaner (vandaler, alaner och sveber) korsar Rhen, påbörjar en invasion av Gallien och tränger ända fram till Hispania.

### Okänt datum
- Romerska legioner i Britannien gör myteri mot kejsar Honorius och väljer Marcus till ny kejsare. Han mördas dock snart och efterträds av Gratianus.
- Med hjälp av hunnerhövdingen Uldin krossar Stilicho en armé på 200.000 barbarer, ledda av Radagaisus, vid Fiesole. Stilicho avrättar sedan Radagaisus och de överlevande barbarerna införlivas antingen med den romerska armén eller säljs som slavar.
- Målat glas används för första gången i kyrkor i Rom.
- Den kinesiske upptäcktsresanden Faxian ankommer till Indien (omkring detta år).

## Födda
- Attila, hövding över hunnerna (omkring detta år).

## Avlidna
- Godigisel, kung över vandalerna.